# Kabinett D’Azeglio I
Das Kabinett D’Azeglio I regierte das Königreich Sardinien-Piemont vom 7. Mai 1849 bis zum 21. Mai 1852. Ministerpräsident Massimo d’Azeglio trat im Gegensatz zu seinem Vorgänger Claudio Gabriele de Launay für die parlamentarische Monarchie und die Verfassung von 1848 ein. Als im Mai 1852 d’Azeglios konservativer Parteigenosse und Minister Camillo Benso von Cavour die Wahl des Oppositionspolitikers Urbano Rattazzi zum Präsidenten der Abgeordnetenkammer unterstützte und sich darüber hinaus zwischen Cavour und Rattazzi auch ein erweitertes politisches Bündnis abzeichnete (Connubio), reichte d’Azeglio seinen Rücktritt ein, der von König Viktor Emanuel II. abgelehnt wurde. Nachdem Cavour während der Kabinettssitzung am 16. Mai 1852 Vorwürfe gemacht wurden, trat er zurück, und mit ihm dann der Rest des Kabinetts. Es folgte das Kabinett D’Azeglio II, von dem Cavour ausgeschlossen wurde, das er aber im Parlament weiter unterstützte.

## Minister

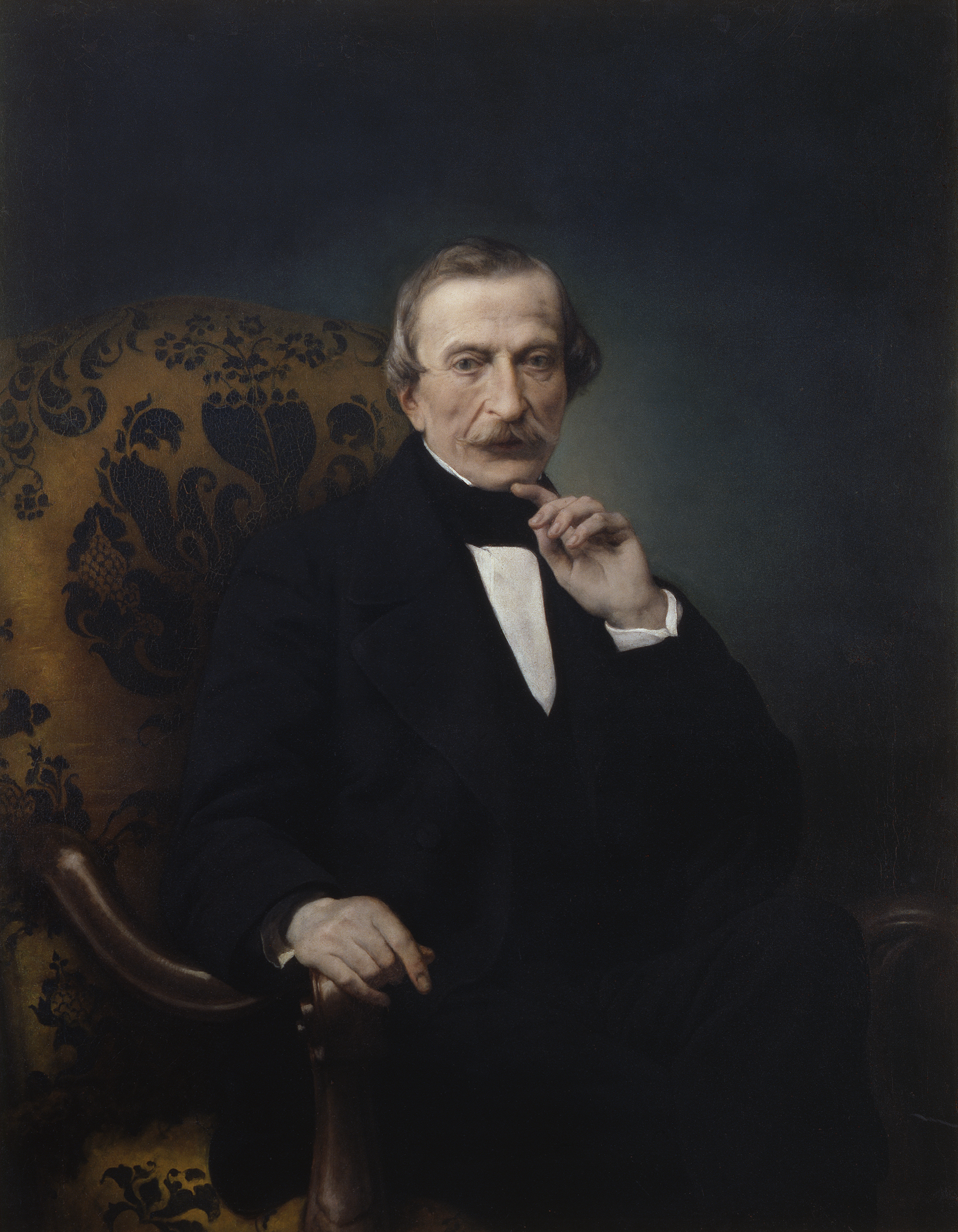
Massimo d’Azeglio

| Ministerien                       | Name |
| --------------------------------- | --- |
| Ministerpräsident                 | Massimo d’Azeglio |
| Äußeres                           | Massimo d’Azeglio (bis 12. Juli 1851) Alfonso La Marmora (bis 15. September 1851) Massimo d’Azeglio (ab 15. September 1851) |
| Inneres                           | Pier Dionigi Pinelli (bis 20. Oktober 1849) Giovanni Filippo Galvagno (bis 26. Februar 1852) Alessandro Pernati di Momo (ab 27. Februar 1852)                                                                                           |
| Justiz und Kirchenangelegenheiten | Luigi de Margherita (bis 20. Dezember 1849) Giuseppe Siccardi (bis 4. Februar 1851) Giovanni Filippo Galvagno (bis 6. Juli 1851, ad interim) Giovanni de Foresta (bis 26. Februar 1852) Giovanni Filippo Galvagno (ab 26. Februar 1852) |
| Krieg                             | Enrico Morozzo della Rocca (bis 17. September 1849) Eusebio Bava (bis 2. November 1849) Alfonso La Marmora (ab 3. November 1849) |
| Finanzen                          | Giovanni Nigra (bis 10. April 1852) Camillo Benso von Cavour (ab 19. April 1852) |
| Öffentliche Arbeiten              | Giovanni Filippo Galvagno (bis 20. Oktober 1849) Pietro De Rossi Di Santarosa (bis 2. November 1849, ad interim) Pietro Paleocapa (ab 3. November 1849)                                                                                 |
| Bildung                           | Cristoforo Mameli (bis 9. November 1850) Pietro Gioja (bis 19. Oktober 1851) Luigi Carlo Farini (ab 20. Oktober 1851) |
| Landwirtschaft und Handel         | Filippo Galvagno (bis 20. Oktober 1849) Antonio Mathieu (bis 23. Oktober 1849) Pietro De Rossi Di Santarosa (bis 5. August 1850, †) Filippo Galvagno (bis 11. Oktober 1850, ad interim) Camillo Benso von Cavour (ab 12. Oktober 1850)  |